# Vila Nika u Kaštel Starome
Vila Nika u mjestu Kaštel Starome, Kamberovo šetalište, predstavlja zaštićeno kulturno dobro.

## Opis
Godine 1902. jugoistočno od budućeg hotela Palace dr. Petar Kamber gradi obiteljsku vilu „Nika“ oko koje će se formirati perivoj i plaža. Smještena je južno od šetnice perivoja uz samu obalu mora. Građena je od kamena i opeke, a ima podrum, povišeno prizemlje, jedan kat i povišeno potkrovlje. Vila „Nika“ u osnovi ima kvadratni tlocrt koji je mjestimično negiran naizmjeničnim izbočenjima i udubljenjima zidnoga plašta. Vila „Nika“ nije imala značajnije građevinske preinake i sačuvana je u svom izvornom obliku.

## Zaštita
Pod oznakom Z-3583 zavedena je pod vrstom "nepokretno kulturno dobro - pojedinačno", pravna statusa zaštićena kulturnog dobra, klasificirano kao "stambene građevine".

## Vanjske poveznice
|  | Zajednički poslužitelj ima još gradiva o temi Vila Nika u Kaštel Starome |